# Depressive suicidal black metal
Depressive suicidal black metal (conhecido pela sigla DSBM) é o estilo mais depressivo do black metal. Contém harmonia simples e agressiva, porém, muito profunda e triste, uma melodia quase que inerte, entretanto, impactante. Suas letras abordam temas como suicídio, sofrimento, dor, automutilação,  desespero, depressão, entre outros temas sentimentais. Este estilo possui semelhanças com o dark ambient, porém, é muito mais sombrio, sujo e mórbido. As bandas de black metal que mais inspiraram o DSBM em termos de sonoridade são as bandas Silencer e Darkthrone, bem como o comportamento depressivo do vocalista Per Yngve Ohlin (Dead), da banda Mayhem.
Existem algumas músicas que são rápidas e agressivas, mas em geral, as músicas são lentas e com um vocal desesperado refletindo todos seus alicerces suicidas e depressivos. Também ligado à misantropia, o depressive black metal faz de si mesmo um estilo agressivo e ao mesmo tempo depressivo. O estilo não retrata em primeiro plano a religião, como se vê no black metal, ele normalmente fala sobre sentimentos como a tristeza e solidão, não abordando na maioria das vezes o satanismo. Porém, existem diversas bandas, como Nocturnal Depression, que retratam abertamente os temas paganismo e/ou satanismo em suas composições musicais, normalmente fazendo uma conexão filosófica e reflexiva sobre a coercividade da religião sobre o indivíduo ou mesmo em uma esfera coletiva. 
Em geral, o depressive black metal tem vocais rasgados como se observa no black metal, porém, alternando entre um grito desesperado e um tipo de choro. O seu isolamento, sua dor, decepções, perdas, visões pessimistas e/ou realistas do mundo geram seus sentimentos mais depressivos e a atmosfera de perturbação de espírito transmitidos em suas letras e sonoridade.

## Algumas bandas
- Psychonaut 4
- Forgotten Tomb
- Happy Days
- Lifelover
- Nocturnal Depression
- Silencer
- Xasthur
- Thy Light
- Austere
- Shining
- Bethlehem
- Strid